# Ludo Coeck
Ludovic "Ludo" Coeck (Berchem, 25 de setembro de 1955 - Edegem, 9 de outubro de 1985) foi um futebolista belga que competiu na Copa do Mundo FIFA de 1982.
Presente ainda na Eurocopa de 1984, Coeck defendeu a seleção de seu país por uma década (1974-84), disputando 46 jogos e marcando quatro gols. Em clubes, foi revelado no Berchem Sport, clube de sua cidade natal, conquistando maior destaque representando o Anderlecht, clube que defendeu entre 1972 e 1983 - atuou em 292 partidas e marcou 54 gols. Passou ainda por Internazionale, Ascoli e RWD Molenbeek, onde jogaria até sua morte.

## Morte
Em 7 de outubro de 1985, Coeck vinha de um programa de televisão quando sofreu um grave acidente na cidade de Rumst. Com traumatismo craniano e várias fraturas pelo corpo, o meio-campista foi levado ao Hospital Universitário de Antuérpia, na cidade de Edegem, mas acabou não resistindo e veio a falecer em 8 de outubro, aos 31 anos de idade.